# Rancho Quemado, San Luis Potosí
Rancho Quemado är en ort i Mexiko.   Den ligger i kommunen Tamazunchale och delstaten San Luis Potosí, i den sydöstra delen av landet, 210 km norr om huvudstaden Mexico City. Rancho Quemado ligger 197 meter över havet och antalet invånare är 217.
Terrängen runt Rancho Quemado är kuperad österut, men västerut är den bergig. Runt Rancho Quemado är det ganska tätbefolkat, med 67 invånare per kvadratkilometer. Närmaste större samhälle är Tamazunchale, 5,0 km öster om Rancho Quemado. I omgivningarna runt Rancho Quemado växer huvudsakligen savannskog.